# Al-Husajnijja (Algieria)
Al-Husajnijja (ar. الحسينية, fr. Hoceinia) – miasto w Algierii, w prowincji Ajn ad-Dafla.